# Подборов'є (Самойловське сільське поселення)
Подборов'є (рос. Подборовье) — присілок Бокситогорського району Ленінградської області Росії. Входить до складу Самойловського сільського поселення.
Населення — 1 особа (2003 рік). 